# The Perils of Divorce
Pour plus de détails, voir Fiche technique et Distribution.
The Perils of Divorce est un film muet de 1916 réalisé par Edwin August.

## Distribution
- Edna Wallace Hopper
- Frank Sheridan
- Macey Harlam